# Bernhard von Scheibler (Landrat, 1825)

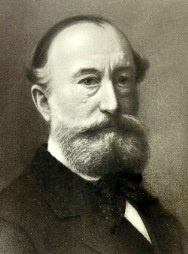
Bernhard von Scheibler

Freiherr Bernhard Paul Friedrich Hugo von Scheibler (* 5. September 1825 auf Schloss Lontzen im preußischen Kreis Eupen; † 16. Juni 1888 in Aachen) war ein preußischer Landrat und Friedensrichter.

## Leben

### Werdegang

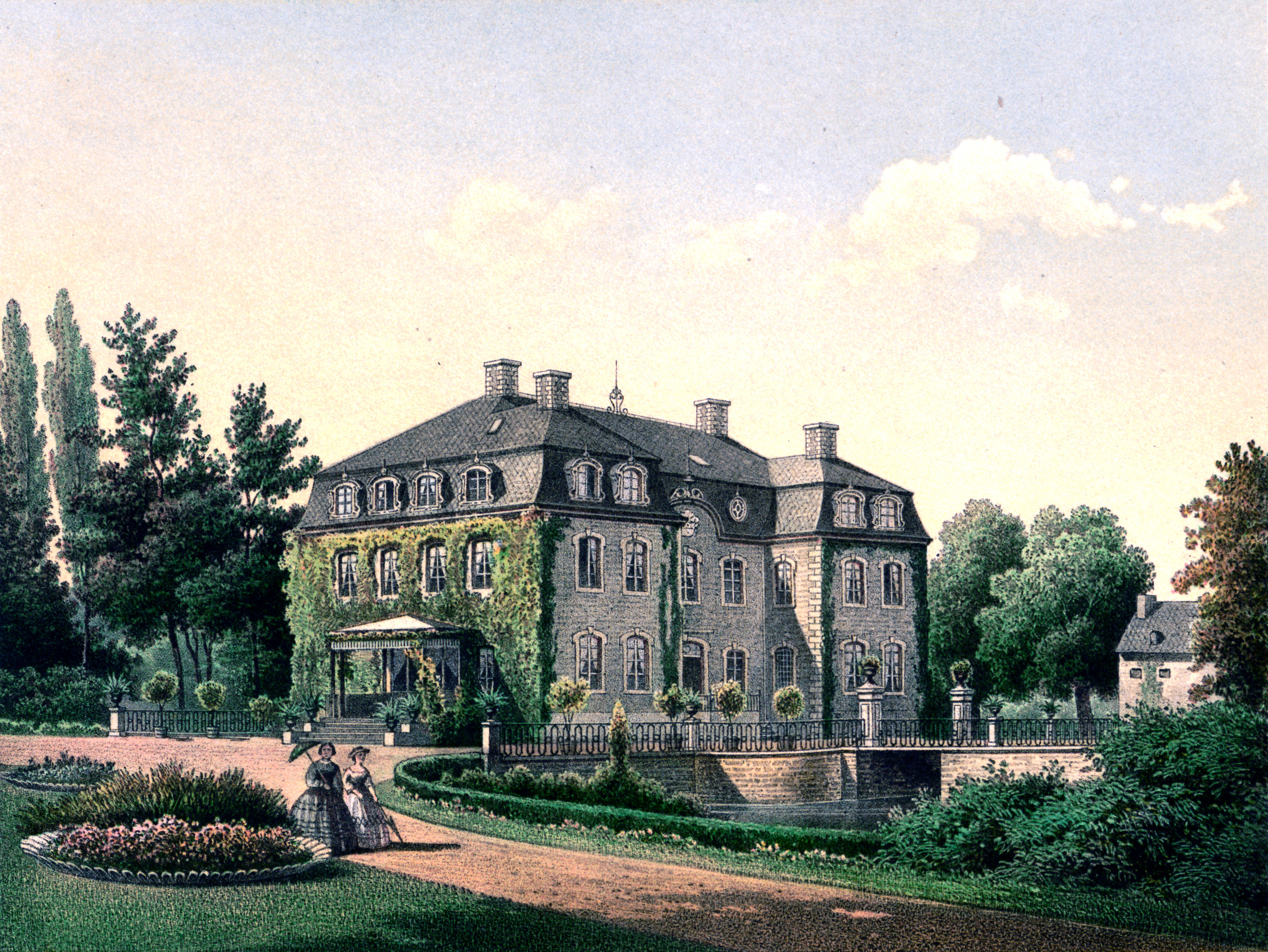
Schloss Lontzen – Wohnsitz der Familie
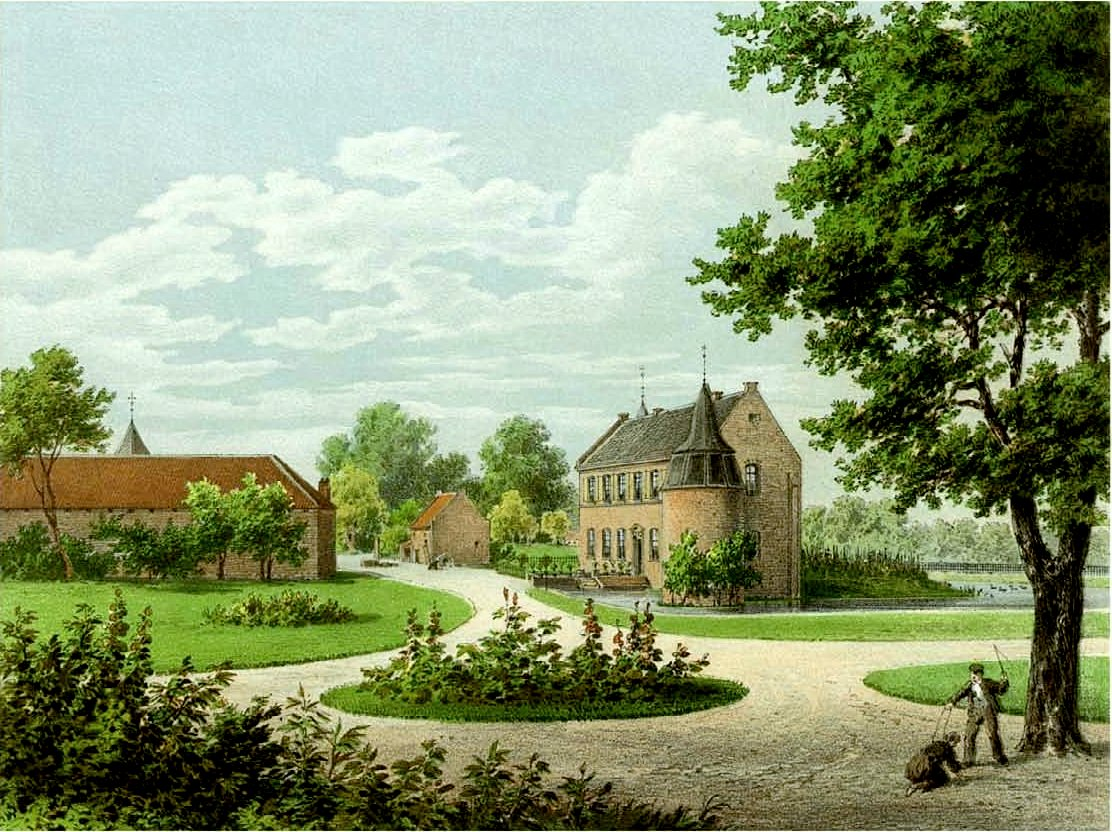
Familiensitz Haus Hülhoven um 1860, Bild aus der Sammlung Alexander Duncker

Der Sohn des Landrates Bernhard von Scheibler und der Magdalena Paulus besuchte die Elementar- bzw. die Stadtschule in Eupen und zuletzt das Gymnasium in Aachen, wo er 1846 die Reifeprüfung ablegte. Danach studierte von 1846 bis 1849 Rechtswissenschaften an der Universität Bonn, wo er bei dem Corps Rhenania aktiv wurde. Nach dem Abschluss seines Studiums und seiner anschließenden Tätigkeit als Landgerichtsreferendar wurde er im Jahre 1853 zum königlich preußischen Friedensrichter am Friedensgericht Kempen am Niederrhein ernannt. Bereits nach einem Jahr wechselte er zunächst zur Bezirksregierung nach Aachen und wurde ab 1856 für drei Monate mit der Vertretung des Landrates in Heinsberg betraut. Anschließend wurde er zuerst kommissarisch und ab 1857 offiziell und von König Friedrich Wilhelm IV. bestätigt mit der Verwaltung des Landratsamtes des Kreises Monschau betraut. Dieses Amt führte er bis zu seinem vorzeitigen Ruhestand aus, den er nach Auftreten von gesundheitlichen Problemen 1866 beantragt hatte.
Bernhard von Scheibler war in der Folgezeit vor allem mit der Verwaltung seiner zahlreichen Güter beschäftigt, zu denen das Rittergut Haus Hülhoven in Heinsberg, das Gut Muthagen in Geilenkirchen (erworben 1873) sowie Haus Neuhaus in Lontzen (erbaut 1872/73) mit den dazugehörenden Landgütern Groß- und Klein-Neuhaus, Fossey und Bovendrisch im Kreis Eupen sowie Menzerath im Kreis Monschau.

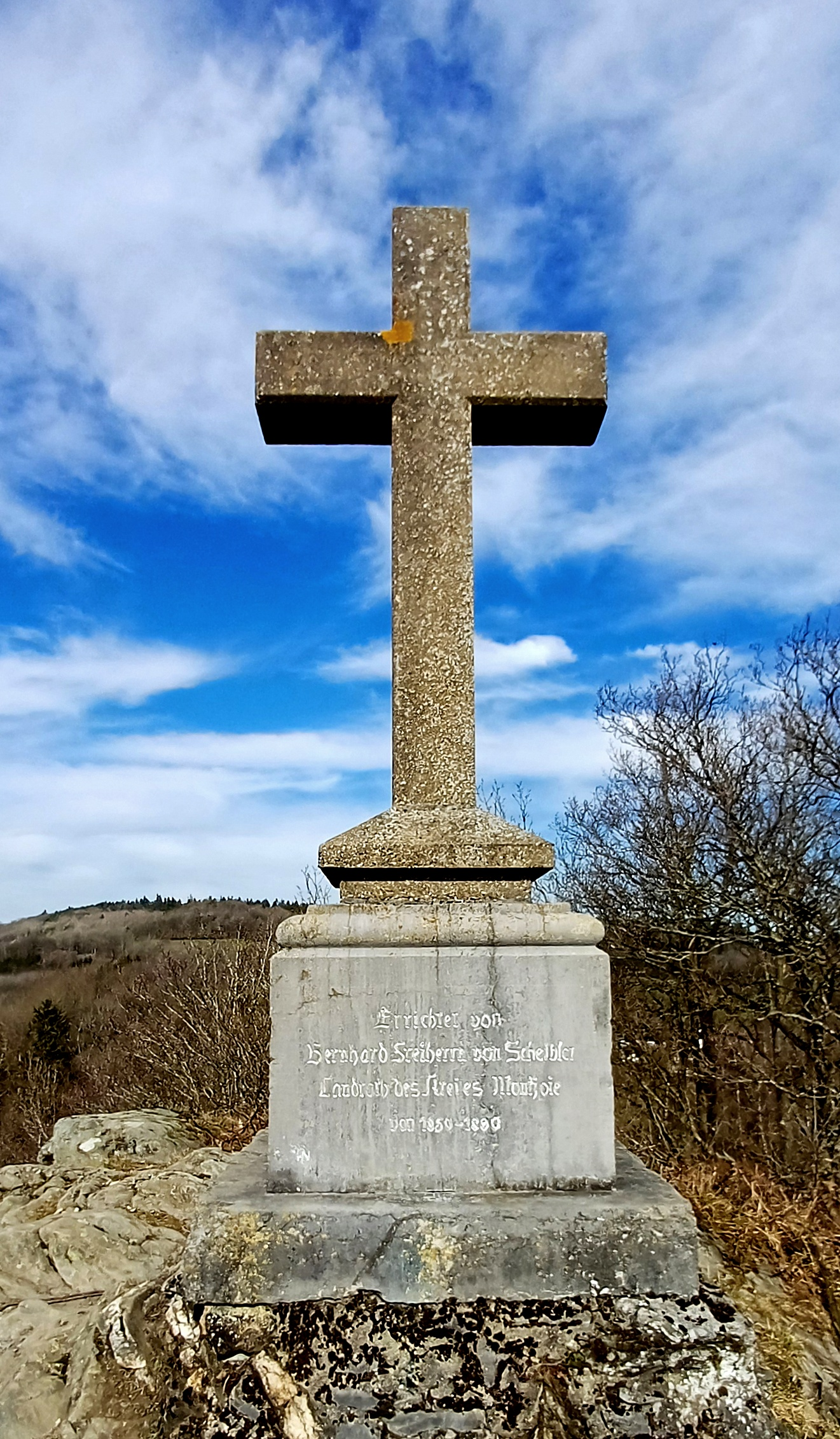
Scheiblerkreuz bei Dedenborn

Zwischen 1874 und 1888 war er stellvertretender Abgeordneter zum Provinziallandtag der Rheinprovinz im Stand der Ritterschaft der Regierungsbezirke Aachen/Düsseldorf. In der zweiten Landtagssession des Jahres 1875, 1881 bis 1884 und 1886 wurde er als Stellvertreter einberufen und nahm am Landtag teil.
Im Jahre 1887 ließ Scheibler zur Erinnerung an einen früheren Besuch von König Friedrich Wilhelm IV. in Monschau auf einem Aussichtspunkt „Schöne Aussicht“ hoch über dem Südende des Obersees der Rurtalsperre zwischen Einruhr und Dedenborn ein Steinkreuz errichten. Als der damalige Landrat und Eigentümer des Waldstückes Scheibler den König dorthin geführt hatte, zeigte sich dieser von der Anlage sehr beeindruckt. Trotz mehrfacher Zerstörung ist das Kreuz heute noch existent und steht mittlerweile unter Denkmalschutz immer noch auf dem ursprünglichen Sockel aus dem Jahr 1887.

### Familie
Bernhard Paul Friedrich Hugo von Scheibler war verheiratet mit Henriette Nellessen (1835–1911), Tochter des Geheimen Kommerzienrates Heinrich Nellessen, mit der er vier Töchter und drei Söhne hatte, von denen sein erstgeborener Sohn, Rudolf von Scheibler (1857–1934), preußischer Landrat in Heinsberg und Mitglied des rheinischen Provinziallandtages sowie 1899 Gründer der Kreissparkasse Heinsberg wurde. Bernhard Paul von Scheibler fand seine letzte Ruhestätte auf dem Aachener Ostfriedhof.
Benannt nach der Familie der Freiherren von Scheibler auf Hülhoven ist das von ihnen herausgegebene Scheiblersches Wappenbuch (Bayerische Staatsbibliothek Cod.icon. 312 c), welches als handschriftliches Wappenbuch im 15. bis 17. Jahrhundert entstanden war und sich bis 1971 in Privatbesitz der Familie befand.

## Ehrungen
Für seine zahlreichen Verdienste wurde von Scheibler mit dem Ritterkreuz des Herzoglich Sachsen-Ernestinischer Hausordens, Erster Klasse sowie der Kriegsdenkmünze 1870/71 für Nichtkombattanten ausgezeichnet. Darüber hinaus wurde er auf dem rheinischen Provinziallandtag sowohl in den Stand der Rheinischen Ritterschaft als auch am 12. Februar 1870 in den erblichen Freiherrenstand erhoben, angeknüpft an die landtagsfähigen Rittergüter Hülhoven und Muthagen, und mit dem Recht ausgestattet, sich nach diesen Gütern zu benennen.
Damit begründete sich nach dem Aussterben der Nachkommenschaft seines Großonkels, des Feldmarschallleutnants Karl Wilhelm Freiherr von Scheibler, ein weiterer Zweig der Familie Scheibler im Freiherrenstand, der bis zum heutigen Tage noch existent ist.

## Wappen

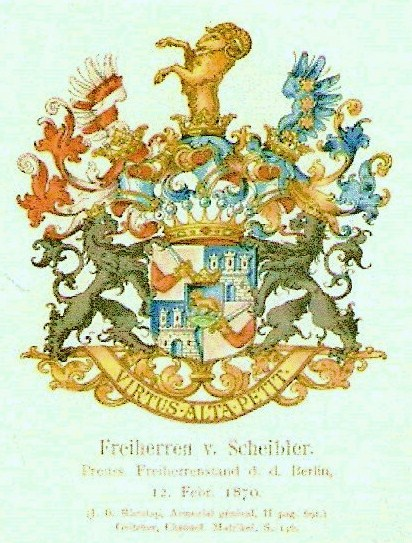
Wappen Freiherren von Scheibler

Das Wappen ist geviert mit Herzschild. In letzterem ein auf grünem Boden nach rechts schreitender goldener Widder. In Feld 1 und 4 wird in Silber ein aus dem Schildesrand hervorgehender rotgekleideter Schwert schwingender Arm, in Feld 2 und 3 in blau eine silberne Burg mit drei Türmen, Zinnenmauern und offenem Tor dargestellt. Über der den Schild bedeckenden Freiherrenkrone befinden sich drei gekrönte Helme: 1. ein einwärts gekehrter silberner mit zwei roten Schräglinksbalken belegter Flügel, 2. ein wachsender goldener Widder und 3. ein einwärts gekehrter blauer Flügel, belegt mit drei pfahlweise gestellten goldenen Sternen. Die Helmdecken sind in rot-silber und zweimal blau-gold gehalten. Der Schildhalter stellt zwei gekrönte Löwen dar. In der Devise steht mit schwarzer Schrift auf rot gerändertem goldenen Bande virtus alta petit geschrieben.